# Cabinet Carstensen II
Land de Schleswig-Holstein
Carstensen I Albig
Le cabinet Carstensen II (en allemand : Kabinett Carstensen II) est le gouvernement du Land allemand du Schleswig-Holstein entre le 27 octobre 2009 et le 12 juin 2012, durant la dix-septième législature du Landtag.

## Coalition et historique
Dirigé par le ministre-président chrétien-démocrate sortant Peter Harry Carstensen, ce gouvernement est constitué et soutenu par une « coalition noire-jaune » entre l'Union chrétienne-démocrate d'Allemagne (CDU) et le Parti libéral-démocrate (FDP). Ensemble, ils disposent de 48 députés sur 95 au Landtag, soit 50,5 % des sièges.
Il est formé à la suite des élections régionales anticipées du 27 septembre 2009 et succède au cabinet Carstensen I, initialement constitué et soutenu par une « grande coalition » entre la CDU et le Parti social-démocrate d'Allemagne (SPD). À la suite du refus du SPD de voter la dissolution du Landtag, la coalition est rompue le 21 juillet 2009, après quoi le ministre-président organise un vote de confiance deux jours plus tard, qu'il perd, permettant la tenue effective du scrutin. Lors de celui-ci, chrétiens-démocrates et sociaux-démocrates subissent de lourdes pertes, mais la nette percée des libéraux-démocrates permet la reconduction de Carstensen au pouvoir.
Le 30 août 2010, le tribunal constitutionnel juge la loi électorale contraire à la Constitution et demande sa modification au 30 mai 2011 au plus tard, ainsi que la convocation d'élections anticipées le 30 septembre 2012 au plus tard. Le scrutin se tient le 6 mai 2012 et voit un basculement à gauche de la majorité parlementaire. Le social-démocrate Torsten Albig forme alors son gouvernement avec l'Alliance 90 / Les Verts (Grünen) et la Fédération des électeurs du Schleswig du Sud (SSW).

## Composition

### Initiale (27 octobre 2009)
- Les nouveaux ministres sont indiqués en gras, ceux ayant changé d'attributions en italique.

| Poste                                                                             | Ministre | Ministre               | Parti |
| --------------------------------------------------------------------------------- | -------- | ---------------------- | ----- |
| Ministre-président                                                                |          | Peter Harry Carstensen | CDU   |
| Vice-ministre-président Ministre du Travail, des Affaires sociales et de la Santé |          | Heiner Garg            | FDP   |
| Ministre de l'Intérieur                                                           |          | Klaus Schlie           | CDU   |
| Ministre de la Justice, de l'Égalité et de l'Intégration                          |          | Emil Schmalfuß         | Sans  |
| Ministre des Finances                                                             |          | Rainer Wiegard         | CDU   |
| Ministre de la Science, de l'Économie et des Transports                           |          | Jost de Jager          | CDU   |
| Ministre de l'Agriculture, de l'Environnement et du Milieu rural                  |          | Juliane Rumpf          | CDU   |
| Ministre de l'Éducation et de la Culture                                          |          | Ekkehard Klug          | FDP   |